# Prieuré de l'Enfourchure
Le prieuré de l'Enfourchure est un ancien prieuré situé à Dixmont,  dans le département de l'Yonne, en France. Il a été fondé par l'ordre de Grandmont.

## Histoire
Le prieuré de l'Enfourchure a été fondé en 1205 ou 1209 par l'ordre de Grandmont, dans une vallée à la lisière de la forêt d'Othe, domaine donné par le comte Guillaume de Joigny. Il est ruiné à la fin de la guerre de Cent Ans et reconstruit à la fin du XVe siècle et au début du XVIe, jusqu'en 1520. 

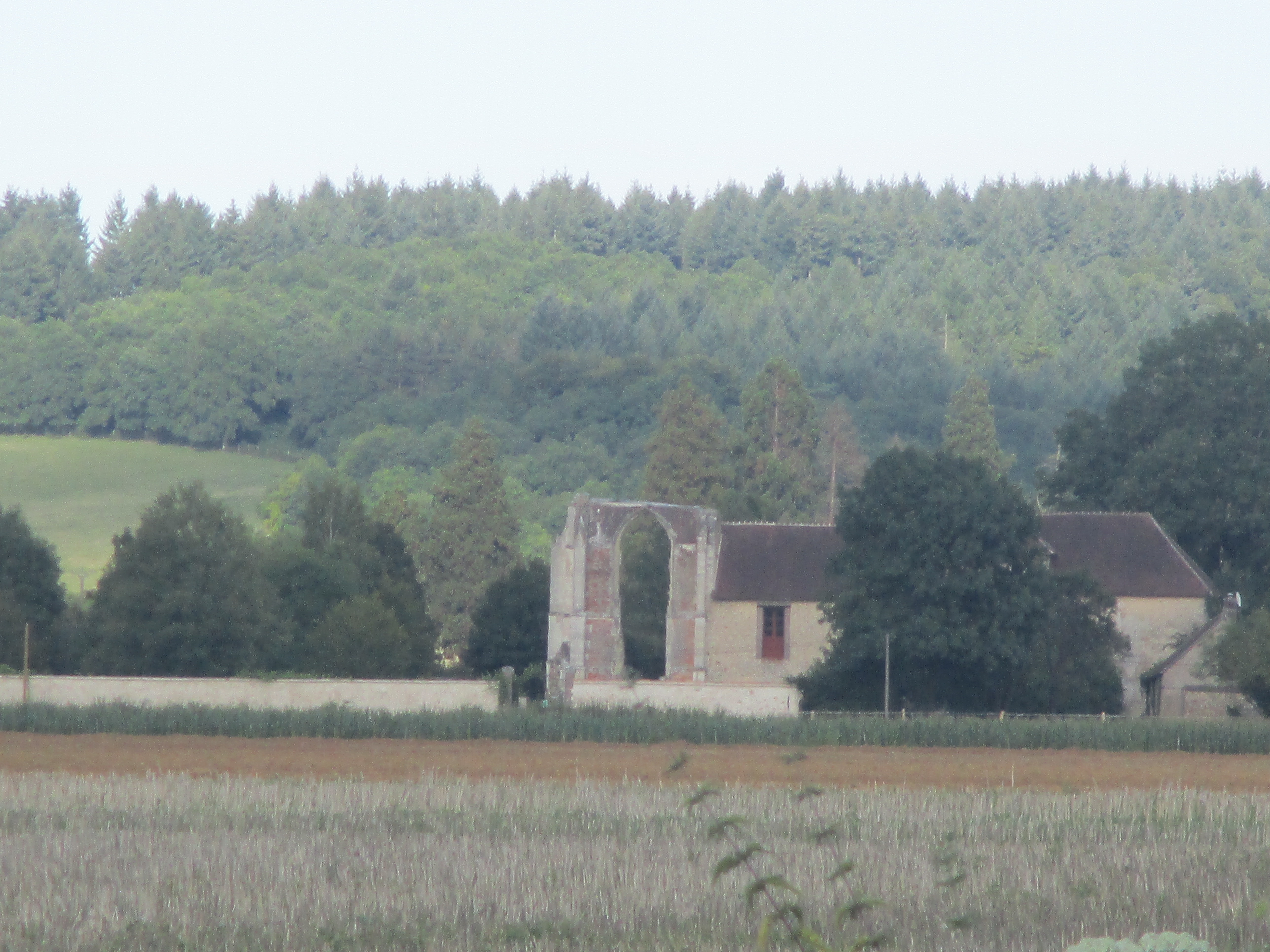

L'ordre est supprimé en 1772. Le prieuré est vendu à la Révolution et les bâtiments servent de carrière de pierres. Il ne reste plus que le logis prieural, une grande arcature qui faisait partie de la façade de l'église et qui s'élève à 13,30 m et quelques vestiges de celles-ci. Au XIXe siècle, il existait encore des croisées d'ogives avec des culots ornés d'anges, mais elles se sont effondrées. L'abside qui avait des murs montant jusqu'à 4 m s'est également effondrée pendant l'hiver 1996-1997.
Ses stalles du XVIe siècle ont été transférées à l'église Saint-Gervais-et-Saint-Protais de Dixmont.
L'édifice est inscrit au titre des monuments historiques en 1926. C'est aujourd'hui une propriété privée qui ne se visite pas sauf pour les Journées du patrimoine et à certaines dates de l'année par petits groupes sur réservation.